# 대한민국 형법 제164조
대한민국 형법 제164조는 현주건조물방화죄(1항)와 현주건조물방화치사죄(2항)에 대한 형법각칙의 조문이다.

## 조문
제164조 【현주건조물등에의 방화】
① 불을 놓아 사람이 주거로 사용하거나 사람이 현존하는
　 건조물, 기차, 전차, 자동차, 선박, 항공기 또는 광갱을 소훼한 자는
　 무기 또는 3년 이상의 징역에 처한다.
② 제1항의 죄를 범하여 사람을 상해에 이르게 한 때에는 무기 또는 5년 이상의 징역에 처한다.
　 사망에 이르게 한 때에는 사형, 무기 또는 7년 이상의 징역에 처한다.

第164條 【現住建造物등에의 放火】
① 불을 놓아 사람이 住居로 사용하거나 사람이 現存하는
　 建造物, 汽車, 電車, 自動車, 船舶, 航空機 또는 鑛坑을 燒毁한 者는
　 無期 또는 3年 이상의 懲役에 處한다.
②第1項의 罪를 犯하여 사람을 傷害에 이르게 한 때에는 無期 또는 5年 이상의 懲役에 處한다.
　 死亡에 이르게 한 때에는 死刑, 無期 또는 7年이상의 懲役에 處한다.

## 필요적 감면
제164조 제1항 현주건조물 등 방화죄의 실행에 이르기 전에(예비, 음모단계) 자수한 때에는 형을감경 또는 면제한다.

## 판례
- 사람이 현존하는 건조물을 방화하는 집단행위의 과정에서 일부 집단원이 화염병을 던져 피해자에게 화상을 입힌 경우, 다른 집단원에게 그 상해의 결과가 예견 가능한 것이었다면 다른 집단원에게도 그 결과에 대하여 현존건조물방화치상죄가 성립한다.[1]
- 방화죄는 화력이 매개물을 떠나 스스로 연소할 수 있는 상태에 이르렀을 때에 기수가 된다[2]
- 매개물을 통한 점화에 의하여 건조물을 소훼함을 내용으로 하는 형태의 방화죄의 경우에, 범인이 그 매개물에 불을 켜서 붙였거나 또는 범인의 행위로 인하여 매개물에 불이 붙게 됨으로써 연소작용이 계속될 수 있는 상태에 이르렀다면, 그것이 곧바로 진화되는 등의 사정으로 인하여 목적물인 건조물 자체에는 불이 옮겨 붙지 못하였다고 하더라도, 방화죄의 실행의 착수가 있었다고 보아야 할 것이고, 구체적인 사건에 있어서 이러한 실행의 착수가 있었는지 여부는 범행 당시 피고인의 의사 내지 인식, 범행의 방법과 태양, 범행 현장 및 주변의 상황, 매개물의 종류와 성질 등의 제반사정을 종합적으로 고려하여 판단하여야 한다.[3]
- 절취한 물건의 용기에 점화한 목적이 절도의 증거인멸에 있다 할지라도 점화의 수단방법이 인화력이 강한 석유를 사용하여 건물에 연소되기 용이한 방법으로 점화한 결과 건물을 연소케 한 경우에는 건조물 방화의 고의를 인정할 수 있다[4]
- 피고인이 방화의 의사로 뿌린 휘발유가 인화성이 강한 상태로 주택주변과 피해자의 몸에 적지 않게 살포되어 있는 사정을 알면서도 라이터를 켜 불꽃을 일으킴으로써 피해자의 몸에 불이 붙은 경우, 비록 외부적 사정에 의하여 불이 방화 목적물인 주택 자체에 옮겨 붙지는 아니하였다 하더라도 현존건조물방화죄의 실행의 착수가 있었다고 봄이 상당하다[5]
- 재물을 강취한 후 피해자를 살해할 목적으로 현주건조물에 방화하여 사망에 이르게 한 경우에는 상상적 경합관계에 있는 강도살인죄와 현주건조물방화치사죄가 성립한다(98도3416)
- 현주건조물방화죄의 기수에 이른 후 그 가옥에서 빠져 나오려는 피해자들을 막아 소사케 한 경우에는 현주건조물방화죄와 살인죄의 경합범으로 처단한다(82도2341)
- 절도 증거를 인멸하고자 절취품이 담겨 있던 궤에 인화력이 강한 석유를 뿌린 후 점화하였다면 건조물방화의 고의를 인정할 수 있다(4287형상47)
- 방화죄는 화력이 매개물을 떠나 스스로 연소할 수 있는 상태에 이르렀을 때에 기수가 된다(70도330)
- 사람이 거주하는 가옥의 일부로 되어 있는 우사에 대한 방화는 현주건조물방화에 해당한다(67도925)
- 아직 방화목적물 내지 그 도화물질에 불을 점화하지 않았다면 방화의 착수에 이르지 못한 것이다(4293형상213)
- 치솟는 불길에 놀라거나 신체 안전에 대한 위해 또는 발각시의 처벌 등에 대한 두려움으로 불을 끈 경우에는 중지미수로 볼 수 없다(97도957)
- 방화행위를 하던 집단 중 1인이 화염병을 던져 화상을 입혔다면 공모에 참여한 집단원 모두가 현존건조물방화치상의 죄책을 진다(96도215)
- 동거인과의 가정불화로 홧김에 죽은 동생의 유품인 서적 등을 동거인 소유의 가옥 뒷마당에서 불태워 버리려 한 경우에는 가옥에 대한 방화의 범의를 인정할 수 없다(84도1245)
- 피해자의 사체 위에 옷가지 등을 올려놓고 불을 붙인 천조각을 던져 그 불길이 방안을 태우면서 천정에까지 옮겨 붙었다면, 만일 그 불이 완전연소에 이르지 못하고 도중에 진화되었다고 하더라도 현주건조물방화죄가 성립한다.[6]
- 모텔 방에 투숙하여 담배를 피운 후 재떨이에 담배를 끄게 되었으나 담뱃불이 완전히 꺼졌는지 여부를 확인하지 않은 채 불이 붙기 쉬운 휴지를 재떨이에 버리고 잠을 잔 과실로 담뱃불이 휴지와 침대시트에 옮겨붙게 함으로써 화재가 발생한 사안에서, 위 화재가 중대한 과실 있는 선행행위로 발생한 이상 화재를 소화할 법률상 의무는 있다 할 것이나, 화재 발생 사실을 안 상태에서 모텔을 빠져나오면서도 모텔 주인이나 다른 투숙객들에게 이를 알리지 아니하였다는 사정만으로는 화재를 용이하게 소화할 수 있었다고 보기 어렵다. 따라서 부작위에 의한 현주건조물방화치사상죄가 성립하지 않는다[7]
- 甲은 A의 재물을 강취한 후 그를 살해할 목적으로 현주건조물에 방화하여 사망케 한 경우, 甲의 행위는 강도살인죄와 현주건조물방화치사죄에 모두에 해당하고 그 두 죄는 상상적 경합범관계에 있다.[8]
- 공무집행을 방해하는 집단행위 과정에서 일부 집단원인 甲이 고의로 방화행위를 하여 사상의 결과를 초래한 경우, 방화행위 자체에 공모가담한 바 없고, 그 결과 발생 또한 예견할 수 없었던 乙을 방화치상죄로 처벌할 수 없다.[9]

### 건조물의 개념
- 형법상 방화죄 객체인 건조물은 토지에 정착되고 벽 또는 기둥과 지붕 또는 천장으로 구성되어 사실상 기거·취침에 사용할 수 있는 정도가 되어야 한다[10]

## 주해
1. ↑  광물을 캐기 위하여 판 굴
2. ↑  불에 타서 없어지다

## 같이 보기
- 현주건조물방화치사죄
- 현주건조물방화죄
- 방화죄
- 네로